# Sergej Krivosjejev
Sergej Vjatjeslavovitj Krivosjejev (ryska: Сергей Вячеславович Кривошеев, född 1960 i Moskva i Ryska SFSR i Sovjetunionen (nu Ryssland), är en rysk kanotist som tävlade för Sovjetunionen.
Han tog bland annat VM-guld i K-4 500 meter i samband med sprintvärldsmästerskapen i kanotsport 1981 i Nottingham.